# Tomasz Arabski

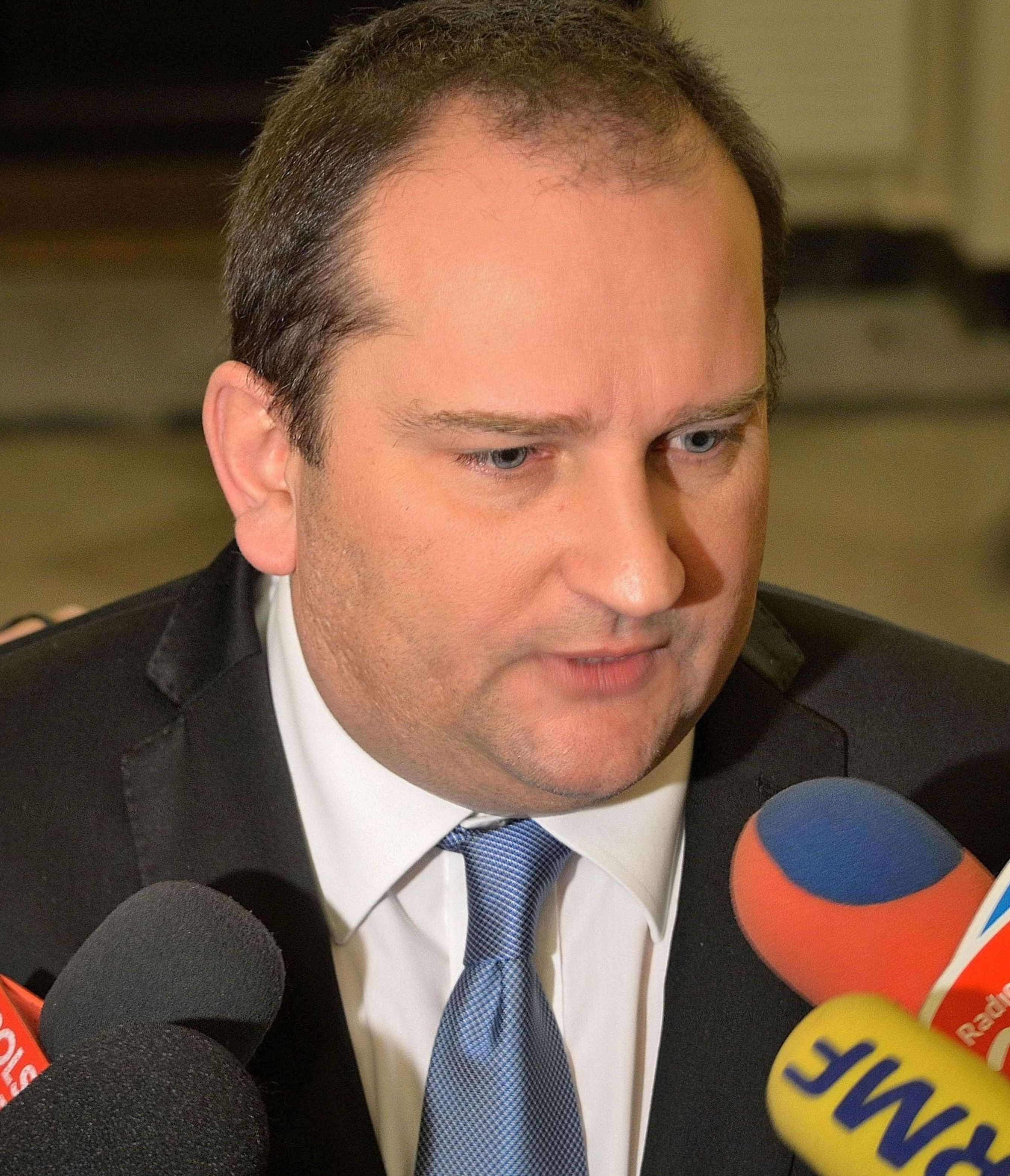
Tomasz Arabski

Tomasz Arabski (anhörenⓘ) (* 14. April 1968 in Danzig) ist ein polnischer Journalist und Politiker. Zwischen 2007 und 2013 war er Leiter der Kanzlei des Ministerpräsidenten Donald Tusk und 2011 bis 2013 Mitglied des Ministerrates.
Tomasz Arabski ist Absolvent der Technischen Universität Danzig. Er war als Reporter für Radio Freies Europa und Radio Zet tätig. Er war Mitglied des Landesrates der katholischen Laien sowie des europäischen Laienforums. Im Jahr 2002 wurde Tomasz Arabski mit dem päpstlichen Orden Pro Ecclesia et Pontifice (Für Kirche und Papst) ausgezeichnet.
Von 1998 bis 2002 war Arabski Chefredakteur von Radio Plus in Danzig und anschließend Programmdirektor des Senders in Warschau. Im Jahr 2005 wurde er Chefredakteur der Zeitschrift Dziennik Bałtycki und Mitglied des Vorstands von Radio Gdańsk. 2006 war er der Kandidat der Platforma Obywatelska (Bürgerplattform) für den nationalen Rundfunkrat (Krajowa Rada Radiofonii i Telewizji), wurde aber nicht gewählt. 2007 wurde er Leiter der Kanzlei des Ministerpräsidenten. Bei den Parlamentswahlen 2011 kandidierte Tomasz Arabski im Wahlkreis 25 Gdańsk ohne Erfolg für ein Mandat im Sejm. Am 18. November 2011 wurde er zum Mitglied des Ministerrates ernannt und am 25. Februar 2013 ist er aus dem Ministerrat ausgeschieden; vom 24. Mai 2013 bis zum 18. Dezember 2015 war er polnischer Botschafter in Spanien und Andorra. Seine Nachfolge trat Marzenna Adamczyk an.
Tomasz Arabski ist verheiratet und hat vier Kinder.